# Соглашение центробанков по золоту
Соглашение центробанков по золоту (СЦБЗ) (англ. Central Bank Gold Agreements (CBGA)) — международное соглашение центральных банков Европы о координации своих действий по отношению к золотым резервам, действовавшее в 1999—2019 годы.

## СЦБЗ
Соглашение центробанков по золоту впервые было подписано 26 сентября 1999 года в Вашингтоне на ежегодном собрании Международного валютного фонда (МВФ). По этой причине данное соглашение иногда называют «Вашингтонским соглашением», но с таким же успехом можно назвать «Европейским соглашением», так как в нём участвуют исключительно европейские центральные банки.
В соответствии с соглашением, которое было подписано Европейским центральным банком (ЕЦБ) и 11 национальными центральными банками стран, участвующих в создании новой европейской валюты Евро, плюс центробанки Швеции, Швейцарии и Соединенного Королевства, договорились, что золото должно остаться важным элементом глобальных золотовалютных резервов и ограничить свои продажи не более чем 400 тоннами (12,9 миллиона унций) ежегодно, начиная с сентября 1999 года, и не более 2000 тонн (64,5 миллиона унций) в последующие 5 лет до сентября 2004 года.
Причиной заключения соглашения стала угроза возможной дестабилизации цен на рынке золота после того, как казначейство Соединенного Королевства объявило о планах продажи 58 % британских золотых запасов через аукционы Банка Англии, а также перспективы значительных продаж золота швейцарским Национальным банком и возможные текущие продажи Австрией и Нидерландами, плюс предложения продаж МВФ. В отличие от многих европейских стран, которые сообщали о своих продажах золота после свершившихся событий, решение казначейства Соединенного Королевства о продаже объявлялось заранее, вызывая наибольшую озабоченность.
Подписавшие:
- Европейский центральный банк
- Национальный банк Бельгии
- Немецкий федеральный банк
- Центральный банк Ирландии
- Национальный банк Австрии
- Банк Испании
- Банк Франции
- Банк Италии
- Банк Португалии
- Банк Финляндии
- Нидерландский банк
- Центральный банк Люксембурга
- Банк Англии
- Национальный банк Швейцарии
- Банк Швеции

## СЦБЗ 2
Второе соглашение центробанков по золоту было подписано 8 марта 2004 года и вступало в силу 27 сентября 2004 года.
Согласно данному соглашению, годовой объём продаж золота для каждой страны не должен был превышать 500 тонн в год, и не более 2500 тонн в течение последующих 5 лет. Банк Англии отказался участвовать в соглашении, зато присоединился Банк Греции.

## СЦБЗ 3
В августе 2009 года 19 центральных банков подписали третье соглашение по золоту. Объём совокупной годовой продажи золота ограничивался 400 тоннами и действовал до сентября 2014 года. МВФ это соглашение не подписал.

## СЦБЗ 4
19 мая 2014 года Европейский центральный банк и 20 других Центральных банков Европы объявили о подписании четвёртого межбанковского соглашения по золоту. Это соглашение, которое вступает в силу 27 сентября 2014 г., будет действовать пять лет. Банки-участники соглашения обязуются не продавать большие объёмы золота.
В результате было подписано и опубликовано следующее заявление:
Европейский центральный банк, Национальный банк Бельгии, Немецкий федеральный банк, Банк Эстонии, Центральный банк Ирландии, Банк Греции, Банк Испании, Банк Франции, Банк Италии, Центральный банк Кипра, Банк Латвии, Центральный банк Люксембурга, Центральный банк Мальты, Банк Нидерландов, Национальный банк Австрии, Банк Португалии, Банк Словении, Народный банк Словакии, Банк Финляндии, Национальный банк Швеции и Швейцарский национальный банк сегодня объявляют о четвёртом Соглашении центробанков о золоте (СЦБЗ).
В интересах выяснения намерений в отношении своих золотых авуаров подписанты четвёртого СЦБЗ публикуют следующее заявление:
- золото остаётся важным элементом глобальных валютных резервов;
- подписанты будут продолжать координировать свои сделки с золотом во избежание рыночных потрясений;
- подписанты отмечают, что в настоящее время у них нет планов продажи значительных объёмов золота;
- данное соглашение, вступающее в силу 27 сентября 2014 года по истечении срока действия текущего соглашения, будет пересмотрено через пять лет.

## Завершение
В 2019 году, когда срок СЦБЗ 4 истёк, подписанты приняли решение его не возобновлять.